# Aus der Tiefen rufe ich, Herr, zu dir
Aus der Tiefen rufe ich, Herr, zu dir (in tedesco, "Dal profondo a te grido, oh Signore") BWV 131 è una cantata di Johann Sebastian Bach.

## Storia
La cantata Aus der Tiefen rufe ich, Herr, zu dir è la più antica cantata pervenutaci; venne composta da Bach a Mühlhausen nel 1707 e fu eseguita nel 1707 o nel 1708 in occasione di un non precisato servizio penitenziale. Il libretto è tratto dal salmo 130 e da testi di Bartholomäus Ringwaldt. Come tutte le cantate giovanili di Bach, anche la BWV 131 non presenta recitativi. Alcune sue parti, come 'So du willst', basso solo e soprano, e 'Meine Seele wartet', tenore solo e contralto, sono basate sul Cantus firmus dell'inno Herr Jesu Christ, du höchstes Gut, apparso per la prima volta nel 1587.
Il 'thema lamentationis' caratterizza la prima parte della cantata, ed è espresso per mezzo di alcune figure retoriche, tra le quali la 'figura corta' ed il 'cromatismo', che simbolizzano l'atteggiamento penitenziale del credente di fronte a Dio.

### BWV 131a
Esiste inoltre una fuga in sol minore per organo, catalogata come BWV 131a, consistente in un arrangiamento delle ultime 45 battute del coro conclusivo Israel hoffe auf den Herrn.

## Struttura
La cantata è composta per soprano solista, contralto solista, tenore solista, basso solista, coro, violino I e II, oboe, fagotto, viola I e II e basso continuo ed è suddivisa in cinque movimenti:
1. Coro: Aus der Tiefen rufe ich, Herr, zu dir, per tutti.
2. Arioso e corale: So du willst, Herr, Sünde zurechnen, Herr, per basso, soprano, oboe e continuo.
3. Coro: Ich harre des Herrn, meine Seele harret, per tutti.
4. Aria e corale: Meine Seele wartet auf den Herrn von einer Morgenwache, per tenore, contralto e continuo.
5. Corale: Israel hoffe auf den Herrn, per tutti.